# Gmina Skanderborg
Gmina Skanderborg (duń. Skanderborg Kommune) – gmina w Danii w regionie Jutlandia Środkowa.
Gmina powstała 1 stycznia 2007 roku na mocy reformy administracyjnej z połączenia gmin Galten, Hørning, Ry oraz poprzedniej gminy Skanderborg.
Siedzibą władz gminy jest miasto Skanderborg.
W gminie znajduje się najwyższy punkt w Danii – Yding Skovhøj.
Miasta: Nørre Vissing